# Coeliccia octogesima
Coeliccia octogesima är en trollsländeart som först beskrevs av Selys 1863.  Coeliccia octogesima ingår i släktet Coeliccia och familjen flodflicksländor. Inga underarter finns listade i Catalogue of Life.